# Niuginitrichia sapimarer
Niuginitrichia sapimarer är en nattsländeart som beskrevs av Wells 1990. Niuginitrichia sapimarer ingår i släktet Niuginitrichia och familjen smånattsländor. Inga underarter finns listade i Catalogue of Life.